# Pseudolasius carinatus
Pseudolasius carinatus är en myrart som beskrevs av Vladimir Aphanasjevich Karavaiev 1929. Pseudolasius carinatus ingår i släktet Pseudolasius och familjen myror. Inga underarter finns listade i Catalogue of Life.